# Depot Glacier
Depot Glacier är en glaciär i Antarktis. Den ligger i Västantarktis. Argentina, Chile och Storbritannien gör anspråk på området. Depot Glacier ligger 304 meter över havet.
Terrängen runt Depot Glacier är huvudsakligen kuperad, men åt nordost är den platt. En vik av havet är nära Depot Glacier åt nordost. Trakten är glest befolkad. Närmaste befolkade plats är Esperanza Base, 4,3 kilometer nordost om Depot Glacier.